# Municipio de Gilmer (Illinois)
El municipio de Gilmer (en inglés: Gilmer Township) es un municipio ubicado en el condado de Adams en el estado estadounidense de Illinois. En el año 2010 tenía una población de 1128 habitantes y una densidad poblacional de 11,73 personas por km².

## Geografía
El municipio de Gilmer se encuentra ubicado en las coordenadas 39°58′54″N 91°12′50″O / 39.98167, -91.21389. Según la Oficina del Censo de los Estados Unidos, el municipio tiene una superficie total de 96.15 km², de la cual 95,97 km² corresponden a tierra firme y (0,18 %) 0,17 km² es agua.

## Demografía
Según el censo de 2010, había 1128 personas residiendo en el municipio de Gilmer. La densidad de población era de 11,73 hab./km². De los 1128 habitantes, el municipio de Gilmer estaba compuesto por el 98,4 % blancos, el 0,44 % eran afroamericanos, el 0,09 % eran amerindios, el 0,18 % eran asiáticos, el 0,09 % eran de otras razas y el 0,8 % eran de una mezcla de razas. Del total de la población el 0,18 % eran hispanos o latinos de cualquier raza.